# Filippino Doria
Pour les articles homonymes, voir Andrea Doria (homonymie) et Doria.
Filippo ou Filippino Doria (entre 1470 et 1480, Gênes, entre 1548 et 1558) est un amiral génois d'une branche cadette de la famille Doria. 

## Biographie
Filippino Doria est l'un des deux fils de Bartolomeo Doria et Lucrezia Del Carretto, faisant de lui un neveu d'Andrea Doria. Il devient soldat à un âge précoce. Il sert d'abord la famille della Rovere puis François Marie Ier della Rovere, duc d'Urbino. Il quitte le service d'Urbino peu de temps après avoir atteint sa majorité vers 1510. Il sert ensuite sous Andrea Doria, qui l'a mis aux commandes de la guerre contre les pirates barbaresques par les États pontificaux et leurs alliés français. En 1519, Filippino  attire l'attention pour sa contribution majeure à la victoire à la bataille de Pianosa en attaquant le pirate de l'arrière avec deux galères juste au moment où tout semblait perdu. 
Filippino emmene deux navires à Portofino pour aider à repousser une attaque du doge Antoniotto Adorno en septembre 1526, qui visait à lever le blocus de Gênes. Lorsque la nouvelle du Sac de Rome parvient à la flotte génoise, il navigue de la Ligurie jusqu'à Fiumicino pour aider le pape Clément VI. Le contrat entre Andrea et Clément  expire en août 1527 et la flotte retourne au service du royaume de France. 
Lorsque la guerre navale reprend au printemps 1528, Andrea Doria reçoit l'ordre de naviguer pour aider Odet de Foix au siège de Naples, mais il refuse et envoie à la place Filippino avec huit galères qui jettent l'ancre dans le golfe de Salerne, bloquant la ville et tuant le gouverneur de Naples Hugues de Moncade lors d'une tentative d'évasion par voie maritime le 28 avril. 
Andrea Doria et Filippino  changent ensuite d'alliance au profit du Saint-Empire romain germanique en juin-août 1528, pour revenir libérer Naples des Français.   
Le 10 septembre ils retournent à Gênes et Filippino dirige l'une des deux équipes de débarquement qui prennent d'assaut la ville en criant « Saint Georges et la liberté ! » s'emparant de la ville. Il a ensuite affamé la garnison de la forteresse de Castelletto. 
En 1529, Andrea Doria le nomme capitaine général et le doge le fait gonfalonier de la république de Venise, aidant ainsi à sauver Andrea de la conspiration de Fieschi en 1547, dirigeant une bande de 2 000 hommes avec Agostino Spinola pour vaincre le dernier bastion rebelle de Montoggio.  
Filippino meurt entre 1548 et 1558.